# Anděla Kozáková-Jírová
Anděla Kozáková-Jírová (14. května 1897 Humpolec – 1. června 1986 Santa Barbara) byla první žena v Československu, která získala akademický titul doktorky práv, a stala se také první notářkou v Evropě. Zasazovala se o vysokoškolské vzdělávání žen.

## Život
Narodila se v rodině četnického důstojníka Josefa Kozáka, po kterém zdědila ráznost, energii a přímočarost. Maturovala v roce 1918 a poté vystudovala Právnickou fakultu Univerzity Karlovy v Praze. Promovala 19. prosince 1922. Po studiích se přátelila s Miladou Horákovou, s níž se v roce 1930 stala členkou výboru Minervy, spolku pro ženské studium. Už v roce 1922 založila Sdružení vysokoškolsky vzdělaných žen a deset let byla jeho místopředsedkyní. Roku 1930 patřila k hlavním organizátorkám pražské konference Mezinárodní federace vysokoškolsky vzdělaných žen. Svou občanskou aktivitu projevila také ve Spolku českých právníků Všehrd, v redakční radě časopisu České právo, jako jednatelka Ústředí československých právníků a redaktorka Časopisu právníků. Po studiích též napsala vědeckou práci Právní postavení ženy v českém právu zemském (1926), šlo o první právněhistorickou práci napsanou ženou.
V právní praxi nejdříve působila jako úřednice v tiskovém odboru předsednictva ministerské rady (úřadu vlády) a na ministerstvu sociální péče, v roce 1928 ale s výborným prospěchem složila notářské zkoušky a stala se notářským substitutem, později náměstkyní notáře. V září 1938 byla jmenována notářkou jako první žena v Československu i v celé Evropě. V roce 1948 emigrovala. O jejím působení v exilu, zpočátku ve Francii, poté v USA, není zatím mnoho známo.